# Лелејска гора
Лелејска гора је роман југословенског књижевника Михаила Лалића објављен 1957. у издању београдске издавачке куће Нолит. Допуњено и преправљено издање романа штампано је 1962. Сматра се Лалићевим најбољим књижевним остварењем и једним од важнијих романа послератног модернизма у jугословенској књижевности.
Топографски, тематски и по појединим ликовима, Лелејска гора је део јединственог Лалићевог циклуса романа који тематизују народноослободилачку борбу партизана на просторима Црне Горе. Његова радња се директно надовезује на радњу романа „Зло прољеће“ (1953) и Раскид (1955). Главни јунак Ладо Тајовић, након што је партизански устанак у Црној Гори разбијен, скрива се у мањој групи партизана пред четничким и фашистичким потерама. На нова и тешка искушења Тајовић је стављен у тренутку када остаје потпуно сам и када суочен са самим собом почиње да преиспитује своја морална начела, веру у истину и смисао борбе за слободу.
Књижевна критика је похвалама дочекала „Лелејску гору”. Драган Јеремић ју је у приказу за часопис НИН описао као: велику поему о многим видовима постојања и испољавања природе по себи и у односу на човека.. Књига је награђена Његошевом и Нолитовом наградом, а релативно брзо је постала и део средњошколске лектире. На основу романа снимљен је истоимени филм 1968. у режији Здравка Велимировића.

## Заплет романа
Партизански народноослободилачки рат у Црној Гори је разбијен, а велики број партизана је убијено или је у збегу. Ладо Тајовић (чији је живот претходно исприповедан у роману „Зло прољеће”) нашао се у мањој групи партизана која се скривала на терену око горњег тока Лима. Ладо Тајовић сазнаје да се његов пријатељ Нико Доселић предао непријатељима, јер није могао да издржи самоћу током скривања (околности Доселићеве предаје и његова даља судбина исприповедана је у роману Раскид). Бежећи од сталних потера, Тајовић такође завршава сам и то на уклетом и пустом месту званом Лелејска гора: Гдје звоно не звони, гдје коло не игра, гдје коњи не ржу, гдје пијетлови не пјевају, гдје се не оре, гдје се не копа, гдје дјевојке косе не чешљају, где нити кога да видиш, нити кога да чујеш, ником пут да не сметаш. На Лелејској гори док се бори са самоћом, Тајовић почиње да сумња у своја морална начела, веру у истину и смисао борбе за слободу. Његова сумња је оличена у фигури ђавола, која почиње да га прати и са којом започиње дијалог.

## Фигура ђавола
Присуство ђавола у Лелејској гори је вишеструко мотивисано. Пре свега ђаво је пројекција психолошког стања, стања дуготрајне и неиздрживе самоће у којој се нашао главни јунак, када наступају халуцинације. Пред главним јунаком фигура ђавола се у почетку јавља прерушена, да би временом ђаво скинуо маску и појавио се ликом какав му је дала народна уобразиља. У српским народним фолклорним предањима ђаво се најчешће представља као биће које, иако изазива страх, ипак остаје створење нижег реда – он је поцепан, хром, ружан, глуп и смешан. Такав је и у Лалићевом роману. Карактеристично је да Ладо Тајовић према ђаволу заузима ироничан став, чак и онда када почне да сумња да је ђаво само његово друго ја и да говори његовим гласом исказујући његове мисли.
Временом у роману ђаво ишчезава као посебна фигура и Ладо Тајовић постаје ђаво лично. Тај нови демон такозвани Комесар Ђаво не личи на фолклорно створење нити се Ладова трансформација може објаснити психолошким стањем главног јунака. Трансформација се јавља као последица сазнања да се у извесним ситуација, када је човеку угрожено постојање, на зло мора одговорити злом и у борби против зла се морају употребити средства које зло пружа. На тај начин Ладо почиње да поступа без милости и поштеде не би ли спасио свој живот, али тиме почиње и да крши строге комунистичке идеале поштења и праведности.
Ђаво у „Лелејској гори” може се тумачити и као симбол једног демонског времена у којем су издајства, хајке на човека и убиства сасвим уобичајене појаве. Најзад, ђаво може да симболизује и простор. Описи природе Лелејске горе често прелазе у опис ђаволовог лика, а слика ђавола претвара се у слику лелејског пејзажа, који је сачињен од кршних стена и неплодне земље.

## Филмска екранизација
Роман је екранизован у филм Лелејска гора из 1968. Режирао га је Здравко Велимировић, а Лада Тајовића је играо Слободан Димитријевић.